# Csatorna (vízépítés)

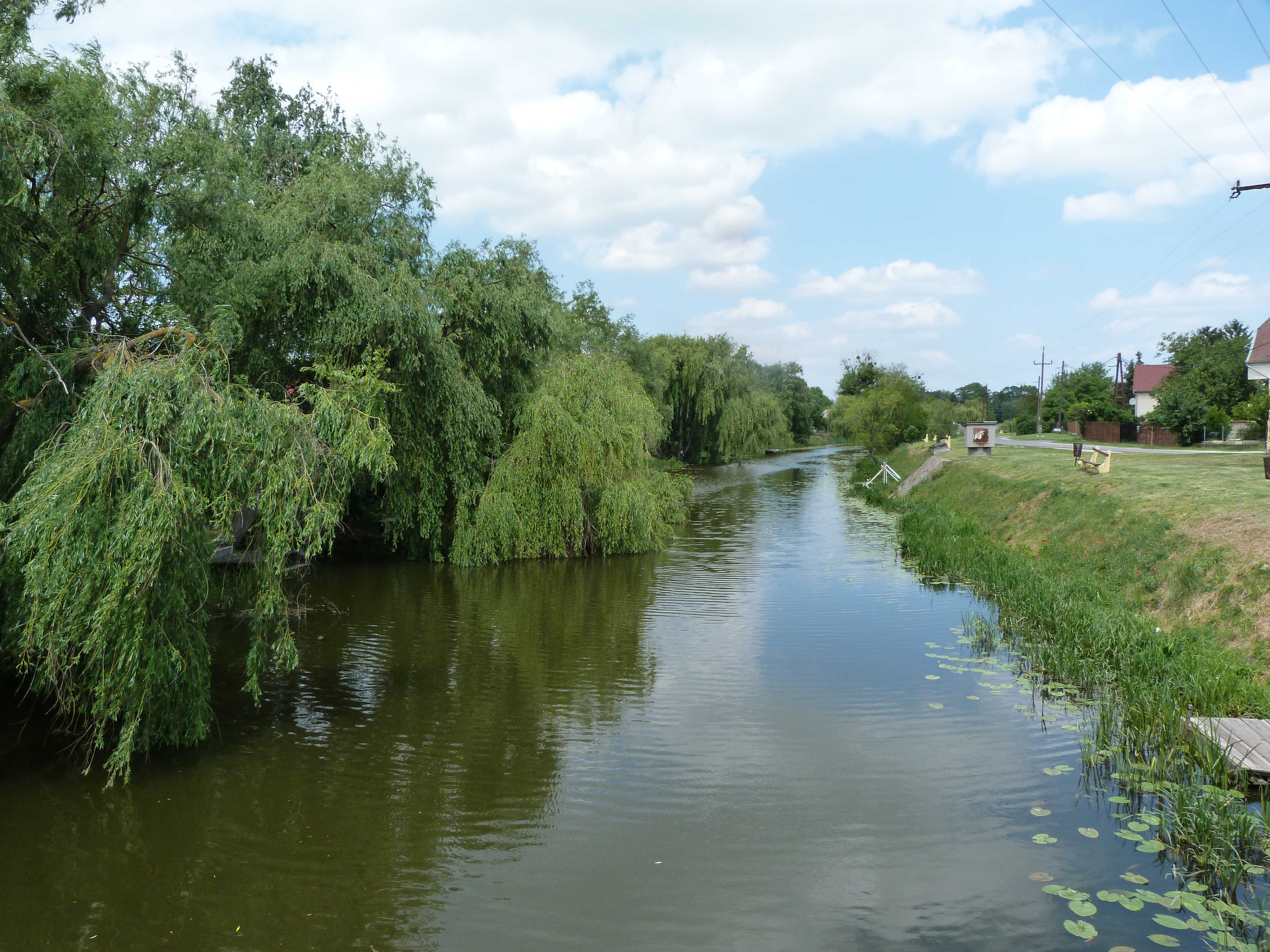
Nyugati-övcsatorna

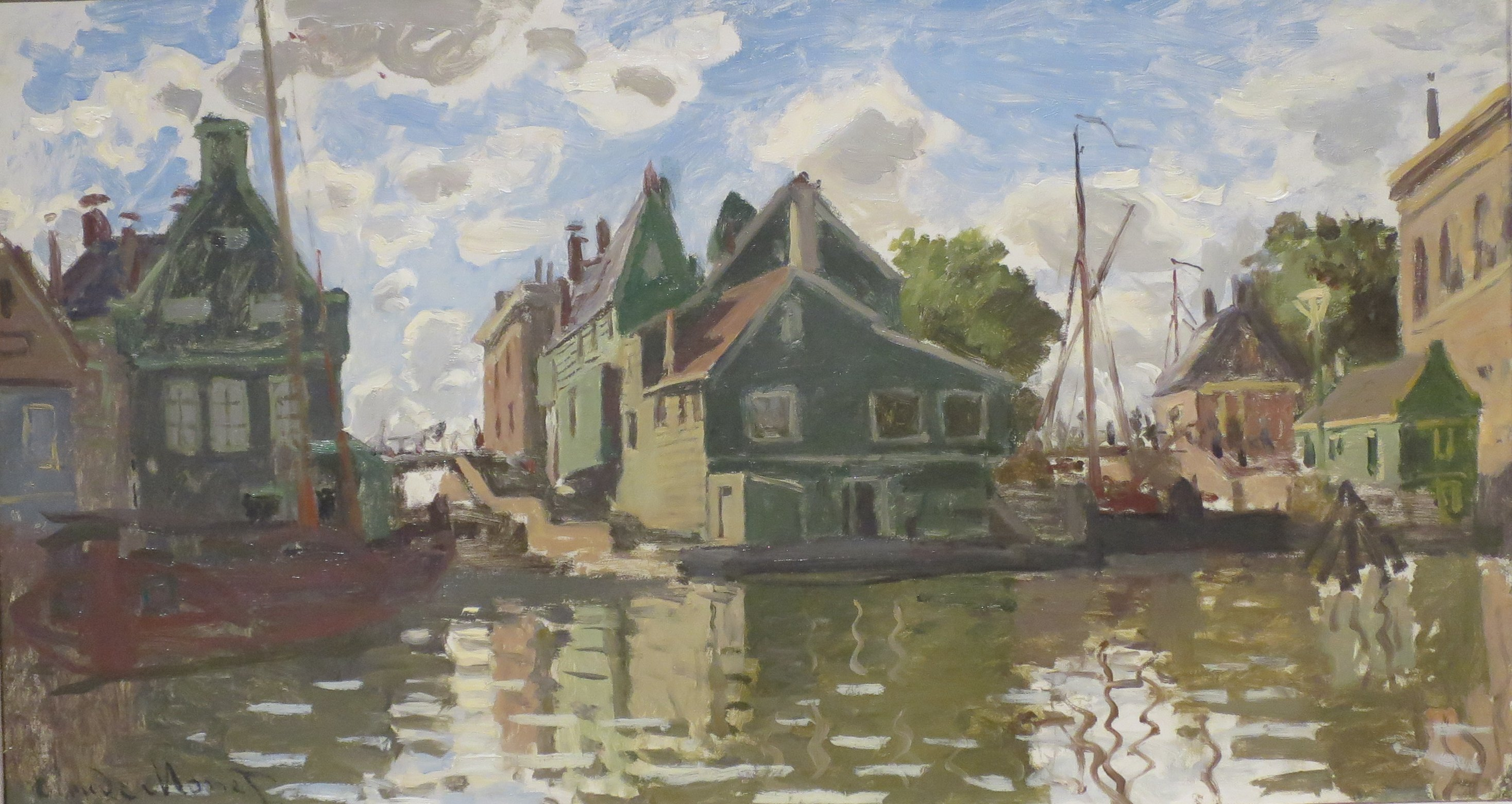
Canal à Zaandam, Claude Monet (1871)

A csatorna olyan létesítmény, melyet a vízépítési gyakorlatban a belvíz-, az öntözővíz, az üzemi víz, ritkábban a szennyvíz elvezetésére, vagy hajózás céljából építenek.

## A csatornák típusai

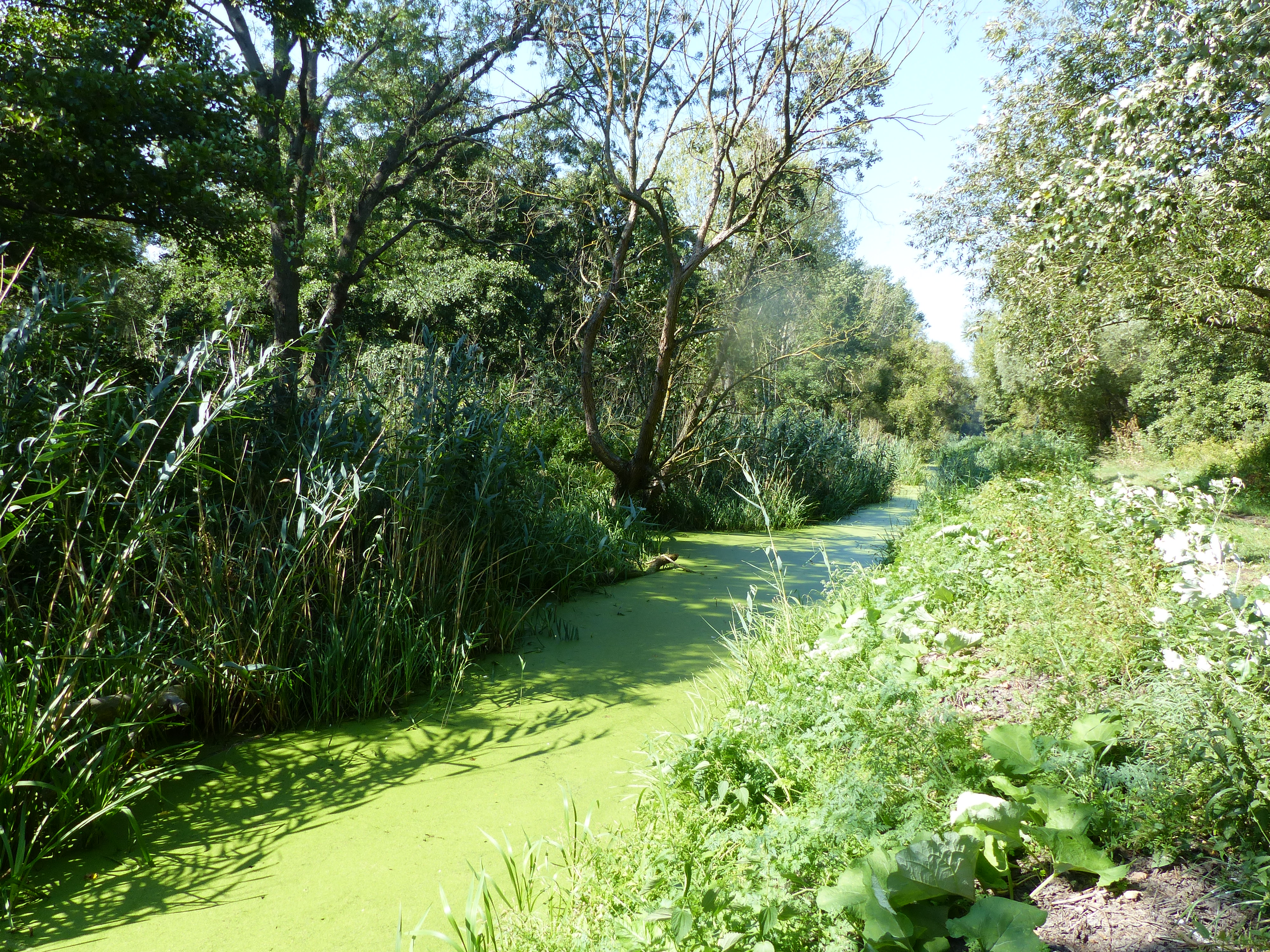
Belvízelvezető csatorna - Kóny

A lefolyástalan területek felszínén és a talajtérben összegyűlő, a település, az ipar, a közlekedés biztonsága szempontjából káros vizek összegyűjtésére, szabályozott levezetésére úgynevezett belvízelvezető csatornákat építenek. A többnyire; a földbe ásott mederkialakítású hálózat, amely a terep mélyvonulatán halad. Vonalvezetését a terepviszonyoktól függően alakítják ki. (A magasabban fekvő területről, az alacsonyabban fekvő felé irányítják a vizet.)
Az öntözőcsatorna a vízkivétel helyétől a főcsatornán, majd a mellékcsatornán halad, azután az osztócsatornán, végül az öntözőcsatornán kerül a vízfelhasználás helyére.
Általában a közterületek felszíne alatt elhelyezett fenékeséssel kialakított gravitációs, nyílt vízfelszínű, illetve túlnyomásos, zárt keresztmetszetű csatornák és műtárgyaik összefüggő rendszere. A hálózat lehet egyesített rendszerű vagy elválasztó rendszerű.
A csatornázás a vízgazdálkodás fontos része. Korszerű megvalósításának fontos előfeltétele a felszín alatti és feletti vizek tisztán tartása. Elősegíti az ivóvízellátás egészségügyileg megfelelő szintű biztosítását.
Az ún. elválasztott rendszer a csapadékvíz elvezetését az ipari és a házi szennyvíztől elkülönülő csatornahálózattal oldja meg.
Műszaki és közegészségügyi szempontból célszerű a vízellátás és a szennyvízcsatornázás egyidejű megvalósítása. Ezt nevezzük egyesített rendszernek. Az ilyen rendszerű csatornahálózatba a szennyvizet a házi és az ipari bekötő csatornán, valamint az útterület vízelnyelő aknához csatlakozó bekötőcsatornán vezetik le. A szennyvíz a különböző átmérőjű és esésű mellék-gyűjtőcsatornákon keresztül a főgyűjtőcsatornába folyik. Innen régebben a nyíltvizekbe szabadon beengedték. Ma azonban a szennyvíztisztító telepekre jut, ahol több szinten megtisztítják (fizikai szűrés, biológiai és kémiai tisztítás).
A csatornákat a vízszállítás módja szerint nevezhetjük gravitációs, vákuumos és nyomott rendszereknek.
A különböző rendszerek összehasonlítása:
| Összehasonlítás       | Vákuumos rendszer                                                               | Gravitációs rendszer                                                                                                   |
| --------------------- | ------------------------------------------------------------------------------- | --- |
| A cső vezetési helye  | Kis árokmélységben (fagyhatár alatt, kb. 1 méter). Kis átmérőjű polietilén cső. | Mély árokban, ami lejt. Nagyobb csőátmérő.                                                                             |
| Fektetési rugalmasság | Alkalmazkodik a talajviszonyokhoz, terepadottságokhoz.                          | Vonalvezetésben horizontálisan és vertikálisan mereven korlátozott. Csak völgyirányban folyik. Tisztítóakna szükséges! |
| Csőcsatlakozások      | Vízzáróan hegesztett csatlakozások. Rugalmas cső, nem reped.                    | Tokokon, repedéseken szivárog. Hagyományos merev csövek.                                                               |
| Haladási sebesség     | A rendszer dugulásmentesen 6 m/s sebességgel működik                            | A kis esés (3‰) miatt lerakódásra, eltömődésre hajlamos.                                                               |

## Hajózási csatorna

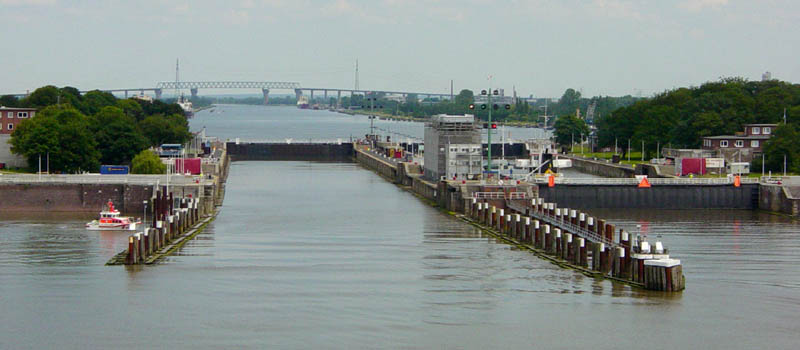
A Kieli-csatorna Németországban

Hajózási csatornának tekinthetünk minden mesterséges medrű folyóvizet. E létesítményeket használják a termőföldek belvízmentesítésére, öntözésre, vízellátásra, hajózásra és szerencsére egyre ritkábban szennyvízelvezetésre. Némelyiket átvágásnak nevezik, ezek folyókat kötnek össze, éles kanyarulatokat, gázlókat, zúgókat vágnak le, hogy könnyebb legyen rajtuk a közlekedés. Időnként a szokványos, keskeny csatornákat is átvágásnak mondják.
Az első csatornákat az ókorban építették. Mezopotámiában i.e. 2000 táján vízellátásra és hajózási célra ásták őket. Az egyiptomiak ilyen módon kerülték ki hajóikkal a Nílus egy-egy folyószakaszát. A kínaiak a kínai Nagy-csatornát több évszázadon át építették Pekingtől Hangcsouig, ami több mint 1750 km hosszúságú.